# Grå pungmes
Grå pungmes (Anthoscopus caroli) är en afrikansk fågel i familjen pungmesar inom ordningen tättingar. Dess vetenskapliga artnamn caroli hedrar den svenske upptäcktsresande Charles Andersson.

## Kännetecken

### Utseende
Grå pungmes är en mycket liten (8 cm) och kortstjärtad fågel med kraftiga ben och för familjen typiska spetsiga, konformade näbben. Fjäderdräkten varierar geografiskt från gråaktig och beige till olivgrå och gulaktig. Fåglar i Kenya och Tanzania (gruppen sylviella) har rostbeige anstrykning på undersidan.

### Läten
Sången är av en kort fras som upprepas tre till fyra gånger, bestående av utdragna stigande toner. Underartsgruppen sylviella (eller arten, se nedan) har istället en snabb, två till tre sekunder lång drill.

## Utbredning och systematik
Grå pungmes delas in i elva underarter med följande utbredning:
- ansorgei-gruppen
  - Anthoscopus caroli ansorgei – sydöstra Gabon till Angola och sydvästra Demokratiska republiken Kongo
  - Anthoscopus caroli rhodesiae – sydöstra Demokratiska republiken Kongo till nordöstra Zambia och Ufipaplatån i sydvästra Tanzania
  - Anthoscopus caroli pallescens – Kigoma och Kungwe-Mahari i västra Tanzania
- sylviella-gruppen
  - Anthoscopus caroli sylviella – södra och centrala Kenya (öster om Kenyas riftdal) till centrala Tanzania
  - Anthoscopus caroli sharpei – sydvästra Kenya och norra Tanzania
- Anthoscopus caroli roccatii – Uganda, nordöstra Demokratiska republiken Kongo, Rwanda, Burundi, nordöstra Tanzania och västra Kenya
- Anthoscopus caroli rankinei – nordöstra Zimbabwe
- caroli-gruppen
  - Anthoscopus caroli caroli – norra Namibia, södra Angola, Botswana och sydvästra Zambia
  - Anthoscopus caroli robertsi – Moçambique, Malawi, sydöstra Zambia, östra Tanzania och sydöstra Kenya
  - Anthoscopus caroli winterbottomi – nordvästra Zambia och Katanga i södra Demokratiska republiken Kongo
  - Anthoscopus caroli hellmayri – östra och södra Zimbabwe, södra Moçambique, Sydafrika och östra Swaziland

Sedan 2016 urskiljer Birdlife International och naturvårdsunionen IUCN sylviella-gruppen som den egna arten "rostbukig pungmes". 

## Levnadssätt
Grå pungmes förekommer i olika sorters skogstyper. Födan består huvudsakligen av små ryggradslösa djur, framför allt insekter och dess larver, men även fästingar. Fågeln häckar mestadels under regnperioden.

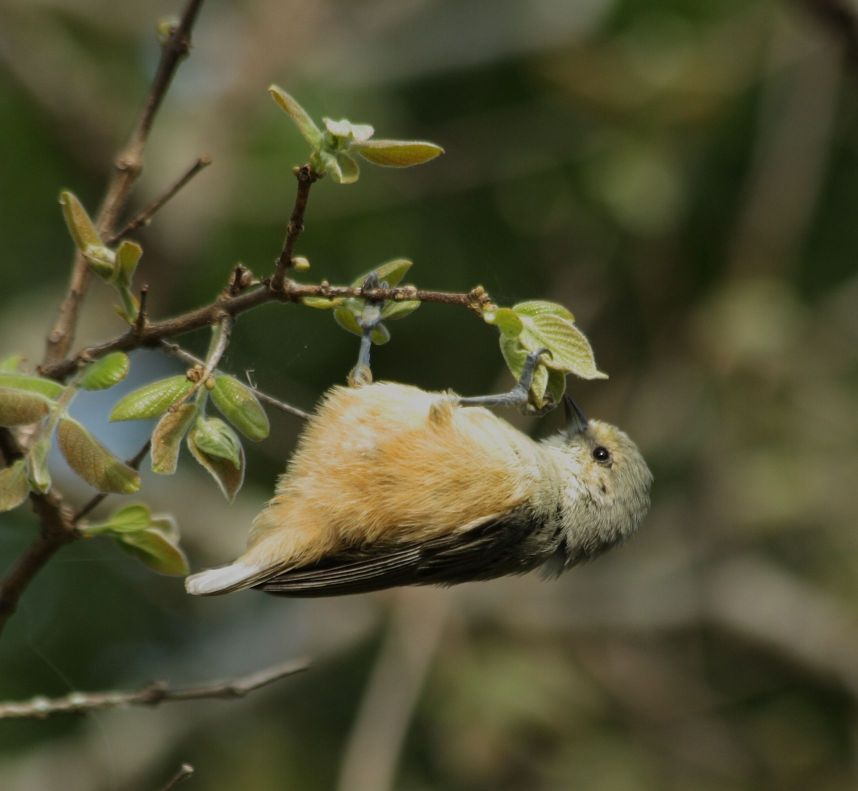

## Status
Internationella naturvårdsunionen IUCN bedömer hotstatus för sylviella-gruppen och övriga underarter var för sig. Grå pungmes i begränsad mening kategoriseras som livskraftig, men tros minska i antal till följd av att dess utbredningsområde blir mindre. Även sylviella-gruppen kategoriseras som livskraftig men minskar i antal.

## Namn
Fågelns vetenskapliga artnamn hedrar Charles Andersson (1827-1867), svensk upptäcktsresande i sydvästra Afrika 1851-1867. Fågeln har även kallats afrikansk pungmes på svenska.

## Galleri

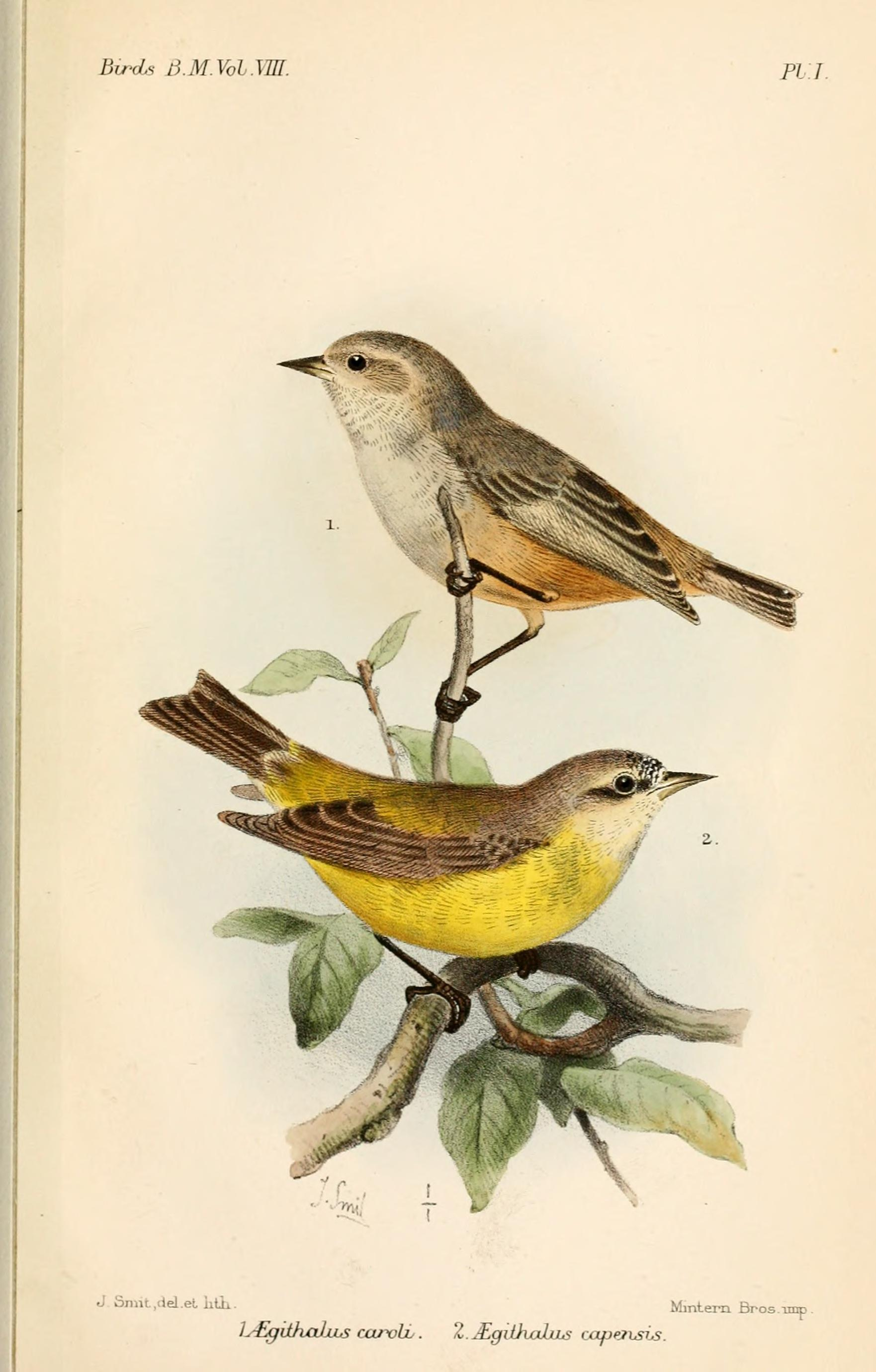
En illustration av grå pungmes (ovan) och törnpungmes i Catalogue of the birds in the British Museum från 1883